# Epigene (funzionario bizantino)
Epigene (fl. 435-439) è stato un funzionario bizantino.

## Biografia
Servì alla corte di Costantinopoli al tempo di Teodosio II e fu coinvolto nella realizzazione dell'importante Codice di leggi realizzato dall'Imperatore in questione. Nel 435 (20 dicembre), infatti, era uno dei quattro spectabiles comites et magistri sacrorum scriniorum che facevano parte della commissione coinvolta nella redazione del Codice teodosiano.  Il 15 febbraio 438 una legge lo attesta come vir spectabilis comes et magister memoriae e viene inoltre citato come uno dei compilatori del Codice Teodosiano.
Dopo essere diventato Quaestor sacri palatii, nell'inverno 439 fu inviato come ambasciatore con Flavio Plinta a Margus per incontrare ambasciatori unni e concordare una tregua con essi: in base al trattato stilato a Margus, i Romani accettarono quattro condizioni in cambio della pace:
1. non avrebbero accolto fuggiaschi unni e li avrebbero restituiti agli Unni
2. non avrebbero stretto alcuna alleanza con popoli ostili agli Unni
3. avrebbero pagato agli Unni un tributo di 700 libbre d'oro
4. i diritti commerciali tra Romani e Unni erano confermati su basi uguali

Gli ambasciatori romani furono costretti dagli ambasciatori unni a negoziare in groppa ai cavalli.